# Carl Qvist
Carl Immanuel Qvist, född 23 september 1827 i Fredrikshamn, död 30 januari 1897 i Helsingfors, var en finländsk tidningsman och läkare. 
Qvist blev filosofie doktor 1853, tjänstgjorde 1857–1860 som redaktör vid tidningen Wiborg och utvecklade den under denna tid till ett av Finlands främsta pressorgan. Han lämnade därefter bidrag till andra liberala tidningar och verkade någon tid som affärsman, men gjorde konkurs. Vid 40 års ålder började han studera medicin och disputerade 1873 för medicine doktorsgraden på en avhandling om kolera (hans hustru och barn hade avlidit i denna sjukdom 1867). Han blev 1873 tillförordnad och 1878 ordinarie stadsläkare i Helsingfors och tog bland annat initiativ till grundandet av Maria sjukhus.